# Byskeälven
Byskeälven (samiska: Gyöhkahe), är en skogsälv som rinner ut ur Arvidsjaursjön i Arvidsjaurs kommun med källflödena Svärdälven, Långträskälven och Jerfojaurälven för att sedan mynna ut i Bottenviken vid Byske i Skellefteå kommun. Älven är cirka 215 km lång och därmed Norrlands näst längsta skogsälv efter Gideälven. Avrinningsområdet är 3662 km².

## Etymologi
"Byskio" betyder "den svällande" och syftar på de häftiga variationer i vattenflödet som uppkommer till följd av den ringa sjöprocenten nedom källsjöarna. Grannälven Åbyälven har liknande egenskaper och kallades även den tidigare (på 1300-talet) för Byskeälven, då med tillägget "Litsle" vilket skall uttydas  som "Lilla", medan stora Byskeälven då kunde kallas "Bredha Byskio" för tydlighets skull. 
Jämför detta med de samiska namnen för älvarna: "Gyöhkahe" (Byskeälven) respektive "Uhtsa [Lilla] Gyöhkahe" (Åbyälven).

## Geografi
Byskeälven rinner upp i Arvidsjaurs kommun, i det sjörika skogs- och myrlandet norr om Storavan och mynnar ut i Bottenviken vid Byske i Skellefteå kommun. Högsta kustlinjen passeras ungefär vid Nyfors, en mil nedströms Myrheden. Den nedersta delen, från Bjurselet till havet, faller ca 38 meter på 11 kilometer. Av avrinningsområdets 3 662 km² ligger 2 792 km² (76 %) i Norrbottens län och resten i Västerbottens län.
Som källflöde räknas Järferälven där sjöarna Västra Järfojaur och Östra Järfojaur återfinns i den övre delen. Järferälven rinner genom Västra Kikkejaure och mynnar ut i Arvidsjaursjön. Där mynnar även Långträskälven (som ovanför Långträsket heter Allejaurälven) och Svärdälven ut. Nedströms Arvidsjaursjön finns fyra mindre men dock viktiga biflöden. Räknat medströms är det Kelisån (med de stora sjöarna Pjesker och Gråträsket), Bäverån, Ålsån och Tvärån.

## Naturvärden
Merparten av Byskeälven är av riksintresse för naturvården. Hela älven med samtliga biflöden skyddas genom två Natura 2000-områden. Ett finns inom Norrbottens län (SE0820432) och ett finns inom Västerbottens län (SE0810437).

## Kulturvärden
Byskeälven är av riksintresse för kulturmiljövården.

## Friluftsliv
Den del av Byskeälven som ligger inom Västerbottens län är av riksintresse för friluftslivet

### Fiske
År 1337 testamenterade Gudlav Bilder sitt laxfiske i Bredhabyskio, troligen Byskeälven, till Helgeandshuset. I slutet av 1400-talet nämns detta som Helgeandshus fiskeri i Norrbotten i Stockholms stads tänkeböcker 1492–94. Troligen är det också samma fiske som avses 1546 då fogden i Västerbottens räkenskaper antecknade om Byske by: "Ligger ett litet laxe fiske under samma by, vilket helsingene i fordom tid hade."
Byskeälven är en av få svenska skogsälvar som har opåverkade och naturliga bestånd av lax och öring. Ett mycket stort antal avsnitt av älven håller hög eller mycket hög klass för fritidsfiske. I Fällfors samhälle har ett "laxcenter" à la Mörrum byggts upp nere vid Fällforsen och vid dess laxtrappa. Där kan man bland annat titta in i älven från sidan. Detta genom en glasvägg. Byske Laxdal är numera ett begrepp och man försöker flitigt locka fler fritidsfiskare till älvdalen.

## Exploatering
I Byskeälven bedrevs flottning fram till 1960-talet. Mindre kraftstationer har funnits vid Fällfors, Selet och Ytterstforsen, men de är numera utrivna. Numera råder förbud mot vattenkraftsutbyggnad i Byskeälven enligt 4 kap. 6 § i Miljöbalken.